# Sandro Buccolieri
Sandro Buccolieri (Tivoli, 5 settembre 1967) è un artista marziale italiano.
Ha ottenuto il titolo di campione europeo e campione del mondo.

## Biografia
Sandro Buccolieri si avvicina alle arti marziali orientali dapprima con il karate, per poi approdare alla muay thai. Attualmente risiede a Grosseto ed allenava il Singha Team.

## Titoli[1]
- Dicembre 2002, Palma di Maiorca: titolo intercontinentale professionista
- Aprile 1999: campione del mondo di muay thai professionista
- Marzo 1998: campione europeo professionista
- Febbraio 1997: vicecampione del mondo di muay thai dilettanti
- Giugno 1996: campione italiano di muay thai semiprofessionisti
- Febbraio 1996: campione italiano di muay thai dilettanti